# Grandlup-et-Fay
Grandlup-et-Fay és un municipi francès situat al departament de l'Aisne i a la regió dels Alts de França. L'any 2007 tenia 318 habitants.

## Demografia

### Població
El 2007 la població de fet de Grandlup-et-Fay era de 318 persones. Hi havia 127 famílies de les quals 40 eren unipersonals (12 homes vivint sols i 28 dones vivint soles), 39 parelles sense fills, 36 parelles amb fills i 12 famílies monoparentals amb fills.
La població ha evolucionat segons el següent gràfic:
Habitants censats

### Habitatges
El 2007 hi havia 140 habitatges, 125 eren l'habitatge principal de la família, 3 eren segones residències i 11 estaven desocupats. Tots els 139 habitatges eren cases. Dels 125 habitatges principals, 102 estaven ocupats pels seus propietaris, 19 estaven llogats i ocupats pels llogaters i 5 estaven cedits a títol gratuït; 1 tenia una cambra, 5 en tenien dues, 10 en tenien tres, 35 en tenien quatre i 75 en tenien cinc o més. 94 habitatges disposaven pel capbaix d'una plaça de pàrquing. A 49 habitatges hi havia un automòbil i a 57 n'hi havia dos o més.

### Piràmide de població
La piràmide de població per edats i sexe el 2009 era:
| Homes | Edats   | Dones |
| ----- | ------- | ----- |
| 0     | 95 o +  | 0     |
| 0     | 90 a 94 | 0     |
| 0     | 85 a 89 | 8     |
| 0     | 80 a 84 | 0     |
| 12    | 75 a 79 | 4     |
| 0     | 70 a 74 | 0     |
| 12    | 65 a 69 | 4     |
| 8     | 60 a 64 | 12    |
| 4     | 55 a 59 | 12    |
| 20    | 50 a 54 | 16    |
| 12    | 45 a 49 | 20    |
| 16    | 40 a 44 | 8     |
| 4     | 35 a 39 | 12    |
| 12    | 30 a 34 | 12    |
| 4     | 25 a 29 | 4     |
| 16    | 20 a 24 | 8     |
| 20    | 15 a 19 | 24    |
| 12    | 10 a 14 | 12    |
| 8     | 5 a 9   | 20    |
| 0     | 0 a 4   | 8     |

## Economia
El 2007 la població en edat de treballar era de 182 persones, 127 eren actives i 55 eren inactives. De les 127 persones actives 109 estaven ocupades (62 homes i 47 dones) i 18 estaven aturades (11 homes i 7 dones). De les 55 persones inactives 10 estaven jubilades, 16 estaven estudiant i 29 estaven classificades com a «altres inactius».

### Ingressos
El 2009 a Grandlup-et-Fay hi havia 127 unitats fiscals que integraven 326 persones, la mediana anual d'ingressos fiscals per persona era de 14.173 €.

### Activitats econòmiques
Dels 5 establiments que hi havia el 2007, 1 era d'una empresa de fabricació d'elements pel transport, 1 d'una empresa de construcció, 2 d'empreses de comerç i reparació d'automòbils i 1 d'una empresa de serveis.
Dels 2 establiments de servei als particulars que hi havia el 2009, 1 era un taller de reparació d'automòbils i de material agrícola i 1 fusteria.
L'any 2000 a Grandlup-et-Fay hi havia 13 explotacions agrícoles.

## Poblacions més properes
El següent diagrama mostra les poblacions més properes.